# 狭叶石韦
狭叶石韦（学名：Pyrrosia stenophylla）为水龙骨科石韦属下的一个种。其种加词“Stenophylla”意为“窄叶的”。